# Gus Arnheim

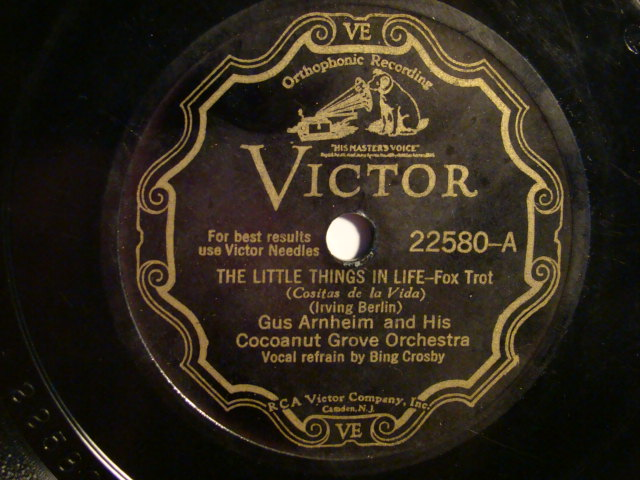
78er von Gus Arnheim und Bing Crosby: „The Little Things in Life“

Gus Arnheim (* 4. September 1897 in Philadelphia; † 19. Januar 1955 in Los Angeles) war ein US-amerikanischer Pianist, Komponist, Arrangeur und Bandleader des Swing und der Populären Musik.
Gus Arnheim war ein populärer Bandleader der späten 1920er und der 1930er Jahre; er komponierte 1923 den Hit „I Cried for You“, den er mit Arthur Freed schrieb und später „Sweet and Lovely“. Nachdem er zunächst als Pianist mit Abe Lyman im Sunset Inn in Santa Monica in Kalifornien aufgetreten war, gründete er 1926 eine eigene Band; 1929 ging er erstmals auf eine Europatournee. 1930/31 hatte Arnheim ein längeres Engagement im Coconut Grove in Los Angeles.
1930/31 arbeiteten eine Reihe von später bekannten Musikern und Sängern in Arnheims Tanzband, wie Fred MacMurray, der Klarinette und Tenorsaxophon spielte und auch sang („All I Want Is Just One“ 1930) oder Russ Columbo, der 1930 den Titel „A Peach Of A Pair“ sang. Eddie Cantor und Joan Crawford nahmen 1931 mit Arnheim auf; Crawfords Titel („How Long Will It Last?“) wurde jedoch nicht veröffentlicht. Weitere Musiker, die zeitweilig in seiner Band spielten, waren Irving Fazola (1936), Jimmy Grier, Woody Herman, Stan Kenton, Sterling Young.
Nachdem Paul Whiteman die Dreharbeiten für seinen Film The King of Jazz beendet hatte, beschlossen seine Sänger, das Vokaltrio The Rhythm Boys, das aus Bing Crosby, Harry Barris und Al Rinker bestand, in Kalifornien zu bleiben und mit Arnheims Band zu arbeiten. Mit den Rhythm Boys nahm er aber nur einen Song auf, „Them There Eyes“, der dann auch die letzte Aufnahme der Rhythm Boys wurde. Anschließend begleitete Gus Arnheims Orchester Bing Crosby bei einer Reihe von Titeln, die er 1931 für Victor Records einspielte, die seinen künstlerischen Durchbruch bedeuteten.
In den 1940er Jahren arbeitete er weiter mit Orchestern, in denen u. a. Art Pepper spielte. Nach dem Ende des Zweiten Weltkriegs löste Arnheim die Band endgültig auf und konzentrierte sich seine Arbeit als Komponist für die Filmstudios. Er starb im Januar 1955 in seinem Haus in Beverly Hills an einem Herzinfarkt.